# تور سولار پاور
تور سولار پاور (انگلیسی: Solar Power Tour) سومین تور کنسرت از خواننده و ترانه‌سرای نیوزیلندی، لرد بود که در حمایت از سومین آلبوم استودیویی‌اش با عنوان سولار پاور (۲۰۲۱) برگزار شد. این تور در ۳ آوریل ۲۰۲۲ در سالن گرند اول اپری در نشویل، ایالات متحده آغاز شد و در ۱۹ اوت ۲۰۲۳ در پریا فلوویال دو تبوآئو در پاردس دِ کُورا، پرتغال به پایان رسید. این تور شامل بیش از ۷۰ اجرا در آمریکای شمالی، اروپا، آمریکای لاتین و اقیانوسیه بود. نمایش هر شب در سه بخش اجرا می‌شد و با یک اجرای پایانی (انکور) به پایان می‌رسید و لرد در طول کنسرت دو یا سه بار لباس خود را تغییر می‌داد. فهرست ترانه‌ها در طول تور به‌طور مرتب تغییر می‌کرد، اما همواره شامل قطعاتی از هر سه آلبوم استودیویی او بود و گاهی نیز بازخوانی‌هایی از ترانه‌های دیگر هنرمندان در برنامه گنجانده می‌شد.